# Calappoidea
Calappoidea är en överfamilj av kräftdjur. Calappoidea ingår i ordningen tiofotade kräftdjur, klassen storkräftor, fylumet leddjur och riket djur. Enligt Catalogue of Life omfattar överfamiljen Calappoidea 29 arter. 
Kladogram enligt Catalogue of Life:
| Calappoidea | \| \| Calappidae \| \| \| \| \| \| Hepatidae \| \| \| \| |
|             | \| \| Calappidae \| \| \| \| \| \| Hepatidae \| \| \| \| |
|             | Calappidae                                               |
|             |                                                          |
|             | Hepatidae                                                |
|             |                                                          |

## Bildgalleri

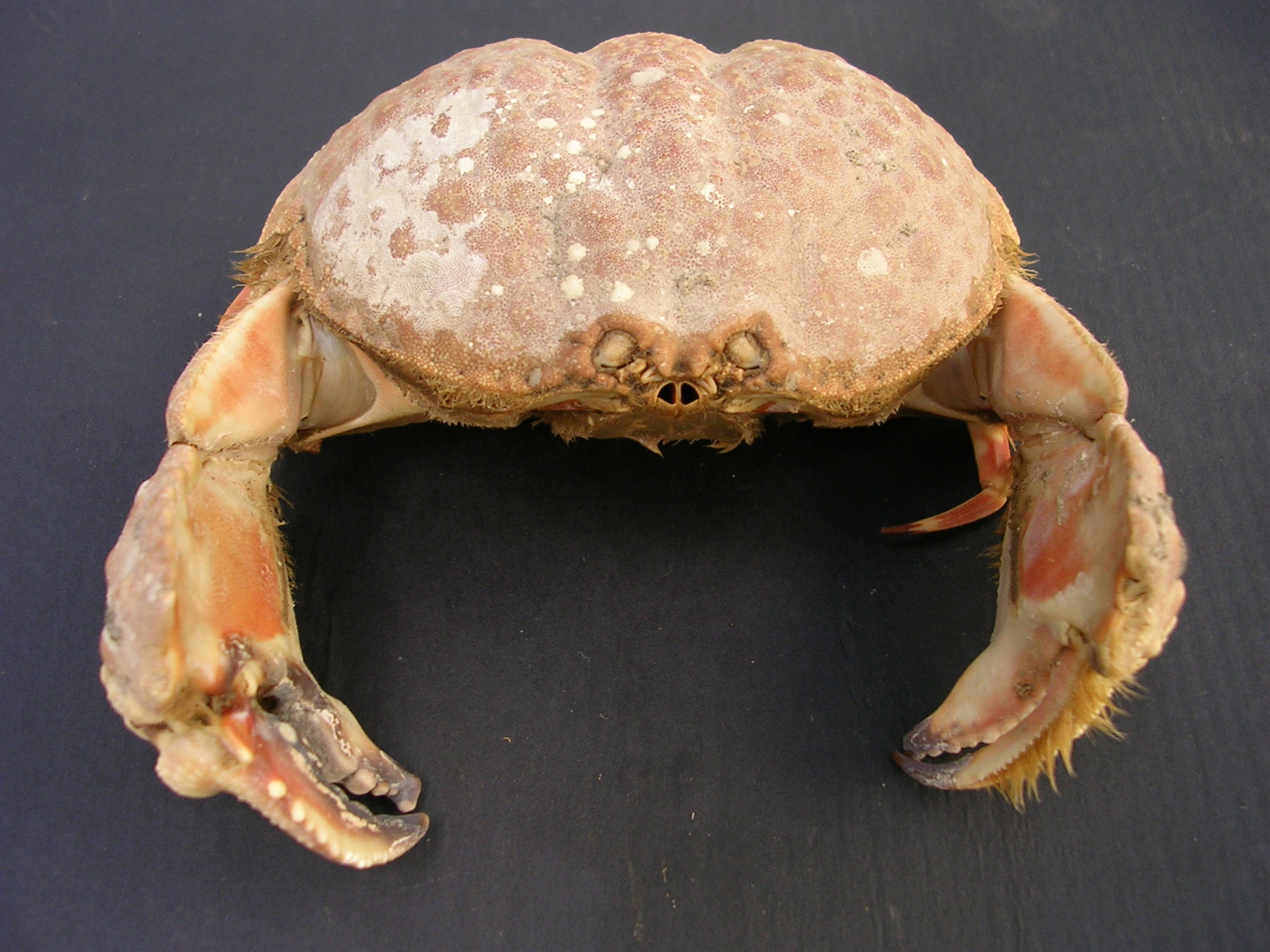
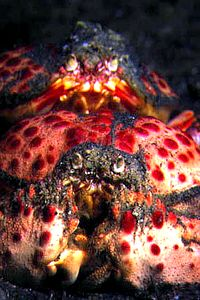